# Чернеєво
Чернеє́во (пол. Czerniejewo) — місто в західній Польщі, на річці Вжесниця.

## Демографія
Демографічна структура станом на 31 березня 2011 року:
|          | Загалом | Допрацездатний вік | Працездатний вік | Постпрацездатний вік |
| -------- | ------- | ------------------ | ---------------- | -------------------- |
| Чоловіки | 1335    | 287                | 954              | 94                   |
| Жінки    | 1304    | 242                | 837              | 225                  |
| Разом    | 2639    | 529                | 1791             | 319                  |